# Avencymon bicolor
Avencymon bicolor es una especie de coleóptero de la familia Endomychidae.

## Distribución geográfica
Habita en Indonesia.